# Jessica Comeau
Pour les articles homonymes, voir Comeau.
Jessica Comeau, née en 1974, est une soprano suisse d'origine québécoise. Elle alterne le répertoire classique avec des productions d'opéra-comique et de jazz. Elle a reçu un Tony Award d'honneur pour son rôle de Musetta dans La bohème (2003).

## Carrière
Née au Québec au sein d’une famille de musiciens professionnels, Jessica Comeau se forme pendant dix ans à la danse, au jeu théâtral, puis obtient son diplôme collégial en formation musicale à Montréal. À 20 ans, elle quitte le Québec pour Marseille où elle intègre le Centre national d'insertion professionnelle des artistes lyriques (CNIPAL). Sa carrière se poursuit sur les deux continents, américain et européen. Depuis 2008, elle a entamé en parallèle une carrière jazzistique, dans un répertoire dit « middle jazz ».
En 1994, elle enregistre la voix chantée de Poucette dans le film d'animation Poucette.
En 2022, la chanson Jessica de l'album Moontide de Helmut Lipsky (1999) connait une deuxième vie et se retrouve en première position dans le classement N1M Charts.

### Répertoire
- 1996 : Hänsel, dans Hänsel und Gretel, de Engelbert Humperdinck, au Théâtre de Bienne
- 1996 : Musetta, dans La Bohème de Puccini, au Théâtre de Bienne
- 1996 : Fiorella, dans Les Brigands de Jacques Offenbach, au Théâtre de Bienne
- 1996 : Valencienne, dans La Veuve joyeuse de Franz Lehár, au Théâtre de Bienne
- 1996 : Ciboulette de Reynaldo Hahn avec l'Opéra de Rennes
- 1999 : Requiem de Mozart avec le chœur Arte Musica (direction : Jean-Marc Aeschimann)[3]
- 1999 : Sœur Constance, dans Dialogues des carmélites, d'après le texte de Georges Bernanos, à l'Opéra de Tours (mise en scène: Gilles Bouillon ; direction musicale: Dominique Trottein)
- 1999 : Musetta, dans La Bohème de Puccini, à l’Opéra de Massy (Paris)
- 1999 : Lucia, dans Viol de Lucrèce, au Grand théâtre de Tours
- 2000 : Le feu, dans Le fou de Marcel Landowsky à l’Opéra de Montpellier
- 2001 : Isotta, dans Die schweigsame Frau (La Femme silencieuse) de Richard Strauss à Marseille (direction musicale: Friedrich Pleyer ; mise en scène: Robert Fortune) puis à Zurich avec Christoph von Dohnanyi et Jonathan Miller
- 2002 : Papagena, dans La Flûte enchantée de Mozart à Florence et Sienne (direction musicale Myung-Whun Chung)
- 2002-2003 : Musetta, dans La Bohème de Puccini (mise en scène Baz Luhrmann) au Broadway Theatre à New York (cf. photo), au Curran Theatre de San Francisco et au Ahmanson Theatre de Los Angeles
- 2004 (en coll. avec Bernard Richter) : Duos de Felix Mendelssohn, de Fanny Mendelssohn et de Robert Schumann (cf. photo) à Neuchâtel
- 2005 : La Veuve joyeuse de Franz Lehár (direction : Dominique Trottein ; mise en scène: Charles Roubaud) :
- 2008 : Concerts à Genève avec le « Jazz Trio » :
- 2010 : Concerts avec les Crazy Six (Saxophone alto et clarinette : Niels Sörensen ; Saxophone soprano, saxophone ténor et clarinette : Pierre Ferrari ; Saxophone ténor et clarinette : Michel Bard; Contrebasse : Michel Guillemin; Batterie: Romano Cavicchiolo ; Piano: Claude Joly) -- Cf. beau diaporama—Concerts au Forum de Meyrin
- 2011 : Élixir d'amour, de Donizetti : Neuchâtel : Théâtre de Colombier :
- 2012 : « Un samedi soir dans mon jardin », avec le Jessica Comeau Quartet : Les jardins musicaux : Cernier
- 2012 : « Un samedi soir dans mon jardin », avec le Jessica Comeau Quartet : Neuchâtel : Théâtre de Colombier :
- 2013 : « Un samedi soir dans mon jardin », avec le Jessica Comeau Quartet : Genève : au profit de l'association Frère de nos frères :
- 2013 : « Un samedi soir dans mon jardin », avec le Jessica Comeau Quartet : Auvernier Jazz Festival

## Actrice de doublage
- 1994. Thumbelina (Poucette), long métrage d'animation américano-irlandais, réalisé par Don Bluth et Gary Goldman, inspiré par Hans Christian Andersen. Rôle chanté de Poucette

## Enregistrements
- 1999. Moontide, de Helmut Lipsky. CD. Label World Chart Records
- 2002. La Bohème on Broadway, de Giacomo Puccini. DVD. Label Dreamworks, ASIN B00006LLQ1
- 2023. Grok 770, Siluja, de Alain Auger (https://www.siluja.com/)

## Référence externe
- Site officiel de Jessica Comeau